# Tequila Taxi's
Tequila Taxi's is een attractie van het type botsauto's in het attractiepark Walibi Holland in Biddinghuizen.

## Geschiedenis
De attractie is in het jaar 2000 gebouwd op de plek waar voorheen de Tequila Ride stond. Deze attractie was in 1999 ernstig beschadigd tijdens een hagelbui. Het bestuur van Six Flags Holland vond het niet nodig de attractie te herstellen. Er is toen besloten botsauto's bestemd voor volwassenen en grotere kinderen te plaatsen naast de reeds bestaande botsauto's, Mini Taxi's, die voor kleine kinderen bestemd is. Tequila Taxi's is vernoemd naar de Tequila Ride om toch nog een affectie met deze attractie te houden.

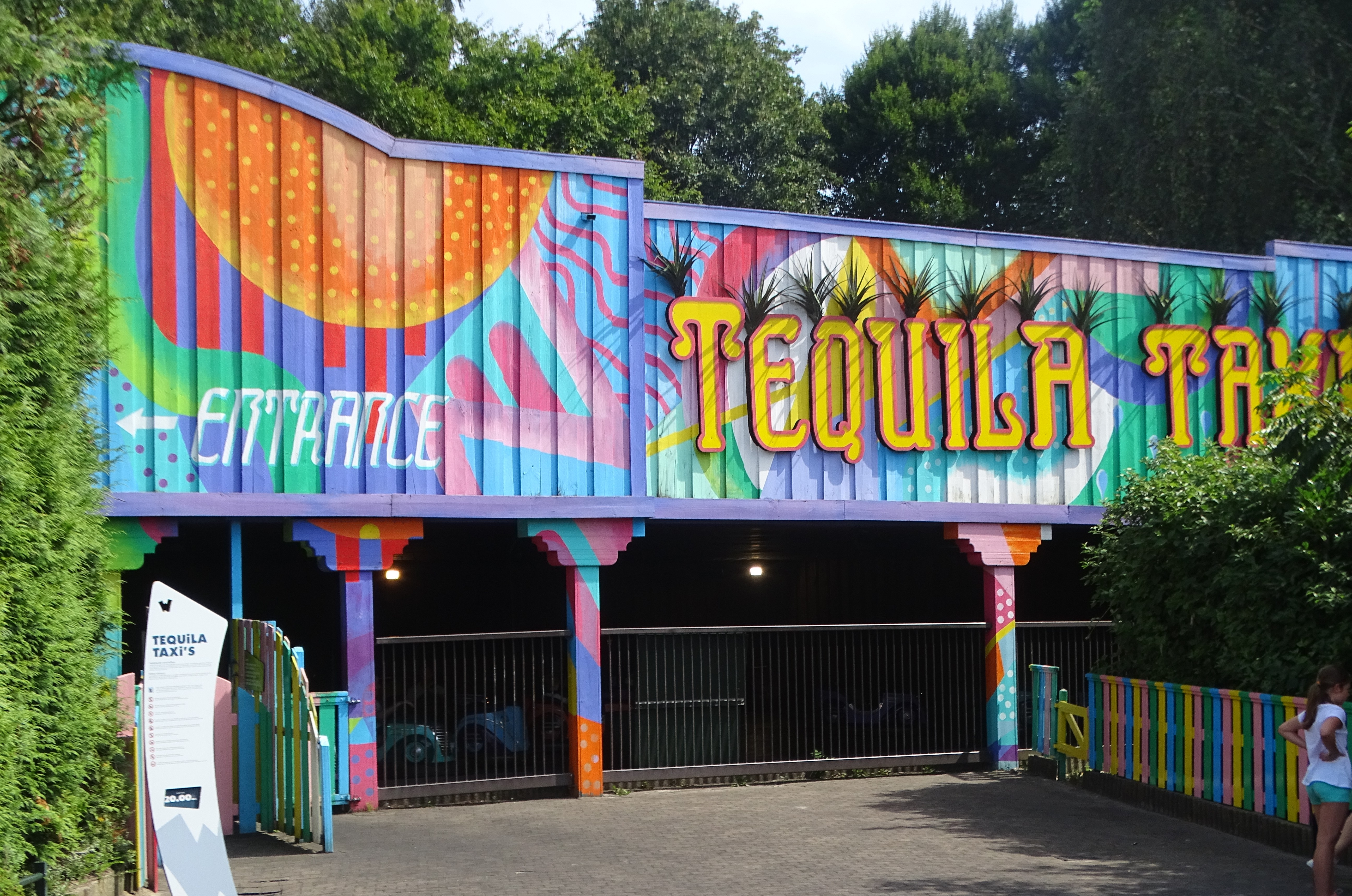
Tequila Taxi's (2024).
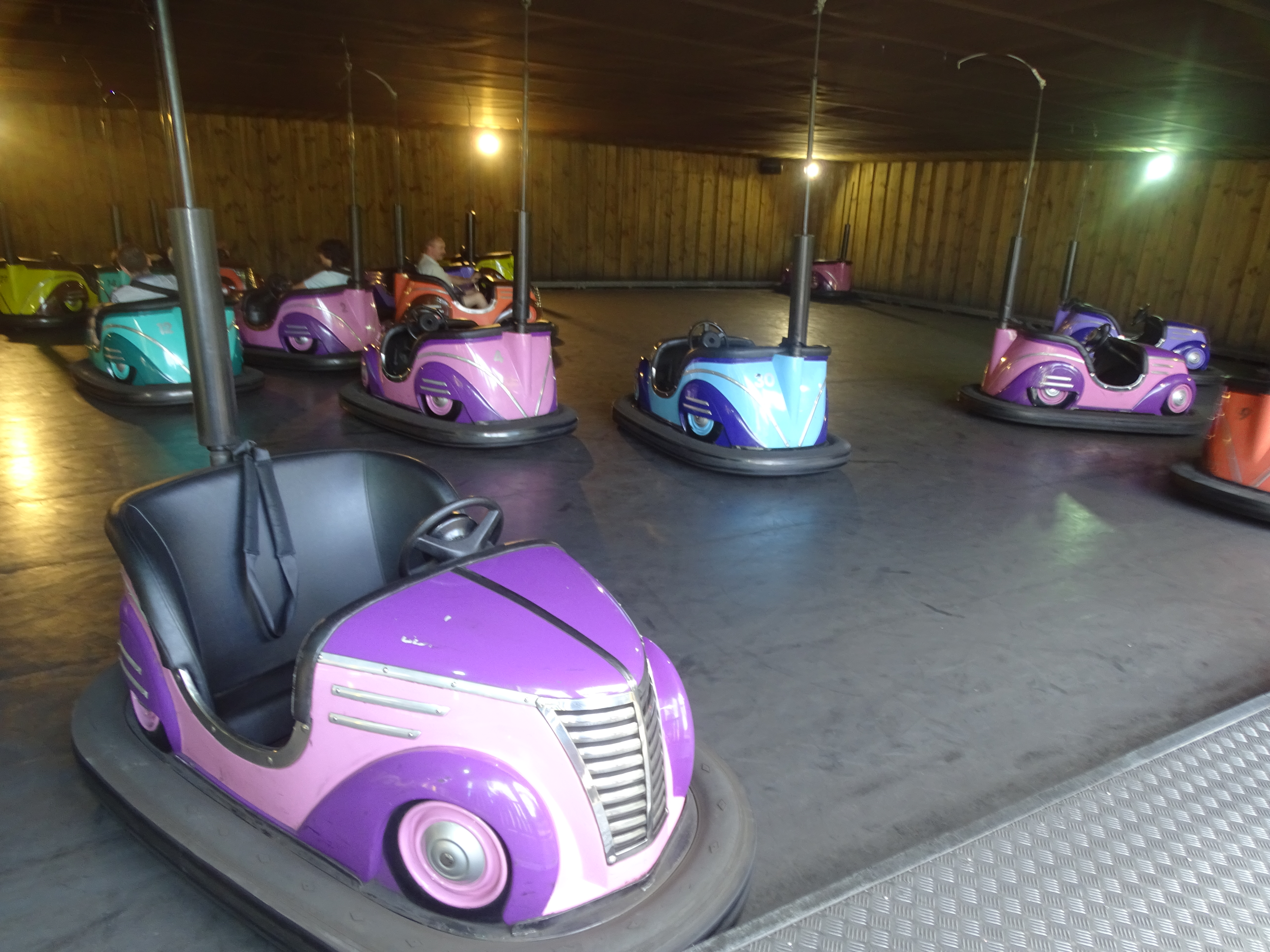

Afbeeldingen · Lijst van attracties